# 中央人民政府水利部
中央人民政府水利部是根据1949年9月27日中国人民政治协商会议第一届全体会议通过的《中华人民共和国中央人民政府组织法》第十八条的规定，于1949年10月1日设置的一个部门。1954年9月，第一届全国人民代表大会第一次会议在北京召开，会议通过了《中华人民共和国宪法》和《中华人民共和国国务院组织法》，成立中华人民共和国国务院。根据国务院《关于设立、调整中央和地方国家机关及有关事项的通知》，中央人民政府水利部即告结束。国务院按照《国务院组织法》的规定，将原中央人民政府水利部改为中华人民共和国水利部，接替相关工作，成为国务院组成部门。

## 部门工作
按照相关规定，中央人民政府水利部在政务院财政经济委员会的指导下展开工作。中央人民政府水利部作为国家行政机构，对全国范围内的水利事业进行统一领导和管理。

## 组织结构
1949年设立时，中央人民政府水利部机关设置为办公厅和1委3司1局：
- 中央人民政府水利部
  - 办公厅
  - 计划委员会
  - 规划司
  - 工务司
  - 测验司
  - 水文局

此外，中央人民政府水利部还下设4个流域机构：
- 中央人民政府水利部
  - 黄河水利委员会（郑州）
  - 长江水利委员会（武汉）
  - 治淮委员会（蚌埠）
  - 珠江水利工程局（广州）

## 历任部长
1. 傅作义（1949年10月－1954年9月）

## 副部长
- 李葆华
- 张含英（1950年1月任）
- 钱正英（女，原华东军政委员会水利部副部长，1952年11月）